# (2064) Томсен
(2064) Томсен (лат. Thomsen) — небольшой астероид, который относится к группе астероидов пересекающих орбиту Марса и принадлежащий к светлому спектральному классу S. Он был открыт 8 сентября 1942 года финской женщиной-астрономом Лийси Отерма в обсерватории города Турку и назван в честь новозеландского астронома Ивана Лесли Томсона (англ. Ivan Leslie Thomsen).

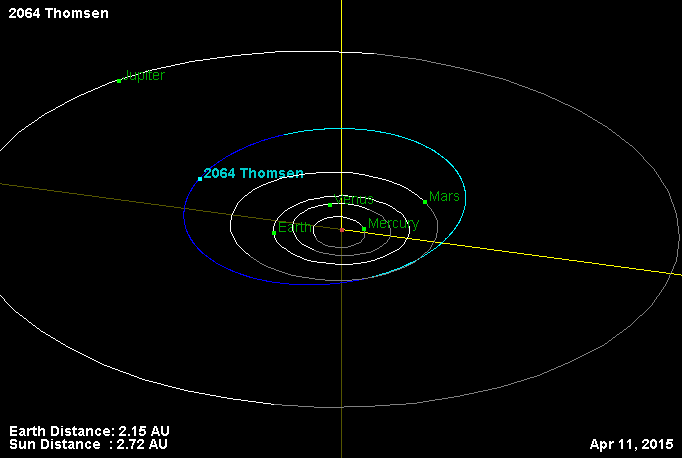
Орбита астероида Томсен и его положение в Солнечной системе

Наиболее тесное сближение с Марсом произойдёт в 2103 году, когда астероид пролетит на расстоянии 0,1 а. е. (15 млн км) от планеты.